# Takuma Hamasaki
Takuma Hamasaki (født 17. februar 1993) er en japansk fodboldspiller, som spiller for den japanske fodboldklub Mito HollyHock.